# Беннетт, Марк
Марк Бе́ннетт (англ. Mark Bennett, род. 23 сентября 1963 года) — валлийский бывший профессиональный игрок в снукер.

## Карьера
Стал профессионалом в 1986 году, после того как выиграл национальный любительский чемпионат. Беннетт несколько раз доходил до четверть- и полуфиналов рейтинговых турниров, а самым лучшим достижением можно назвать полуфинал Гран-при 1996 года, когда он выиграл у Питера Эбдона, Криса Смолла, Стива Дэвиса и Тони Драго. За выход в финал Марк проиграл Юэну Хендерсону 3:6.
Беннетт трижды был в финальной стадии чемпионата мира, но ни разу не пробивался в 1/8 финала. В 1990, в матче за выход во второй круг, он лишь в решающем фрейме уступил Джону Пэрроту.
После ухода из профессионального снукера в 1999-м Беннетт продолжает играть на любительских соревнованиях и занимается тренерской деятельностью.